# Liste von Persönlichkeiten der Stadt Freistadt
Diese Liste enthält Persönlichkeiten, die mit der oberösterreichischen Kleinstadt Freistadt im Mühlviertel in Verbindung stehen. Die Liste erhebt keinen Anspruch auf Vollständigkeit.

## Ehrenbürger
| Name               | geb. | in                    | gest. | in   | Verleihung | Anmerkung                                                     |
| ------------------ | ---- | --------------------- | ----- | ---- | ---------- | ------------------------------------------------------------- |
| Emanuel Lechner    |      |                       |       |      | 1900       | Bürgermeister von 1879 bis 1883                               |
| Theodor Scharizer  | 1860 |                       | 1939  |      |            | Bürgermeister von 1909 bis 1919                               |
| Edward Samhaber    | 1846 | Freistadt             | 1927  | Linz | 1926       | Literaturhistoriker, Lyriker, Dramatiker, Gymnasiallehrer     |
| Johann Zeitlhofer  | 1870 | Freistadt             | 1926  |      |            | Bürgermeister von 1919 bis 1925                               |
| Franz Neuhofer     | 1870 | Freistadt             | 1949  | Linz |            | Komponist, Chorleiter und Domorganist in Linz                 |
| Edmund Merl        | 1912 |                       | 1992  | Wels | 1953       | Bezirkshauptmann des Bezirks Freistadt                        |
| Gottfried Fosen    |      |                       |       |      | 1958       | Bürgermeister von 1949 bis 1953                               |
| Leopold Tröls      |      |                       |       |      | 1977       | Bürgermeister von 1958 bis 1973                               |
| Josef Knoll        | 1926 | Leopoldschlag         |       |      | 1986       | Bürgermeister von 1973 bis 1987, Abgeordneter zum Nationalrat |
| Johann Affenzeller | 1952 | Freistadt             |       |      | 2010       | Stadtrat, Vizebürgermeister, Landtagsabgeordneter             |
| Josef Mühlbachler  | 1945 | Neumarkt im Mühlkreis |       |      | 2010       | Bürgermeister 1988–2007, Abgeordneter zum Nationalrat         |
| Franz Mayrhofer    | 1952 | Enns                  |       |      | 2015       | Stadtpfarrer 1986–2016                                        |

## Söhne und Töchter der Stadt
| Name                       | geb.      | gest.   | in        | Anmerkung                                                   |
| -------------------------- | --------- | ------- | --------- | ----------------------------------------------------------- |
| Alan Aichinger             | 1705      | 1780    | Wilhering | Abt des Klosters Wilhering                                  |
| Bernhard Bamberger         | 1964      |         |           | Musiker (Film)                                              |
| Gerald Bast                | 1955      |         |           | Hochschuljurist, Rektor                                     |
| Ewald Brenner              | 1975      |         |           | Profifußballer                                              |
| Johann Eibensteiner        | 1898      | 1956    | Freistadt | Landtagsabgeordneter                                        |
| Franz Ferschl              | 1929      | 2006    | München   | Statistiker und Professor                                   |
| Martin Fischerlehner       | 1975      |         |           | Radprofi 2000 bis 2005, Rallyefahrer                        |
| Erland Maria Freudenthaler | 1963      |         |           | Komponist und Lehrer                                        |
| Rudolf Freudenthaler       | 1949      |         |           | Modellflug; 4-facher Weltmeister 1986–1992                  |
| Marlene Hauser             | 1996      |         |           | Schauspielerin                                              |
| Melanie Hie                |           |         |           | Musikerin (Klassik), Professorin                            |
| Georg Horner               | 1989      |         |           | Triathlet                                                   |
| Maria Christine Jachs      | 1956      |         |           | Gemeinderätin, Landtagsabgeordnete                          |
| Adalbert Krims             | 1948      |         |           | österreichischer Journalist, Publizist und Friedensaktivist |
| Gabriele Lackner-Strauss   | 1953      |         |           | Landtagsabgeordnete, Leiterin WK Freistadt                  |
| Richard Lainer             | 1896      | 1983    | Freistadt | Landtagsabgeordneter                                        |
| Fritz Lehner               | 1948      |         |           | Regisseur und Schriftsteller                                |
| Norbert Kapeller           | 1970      |         |           | Politiker, Abgeordneter zum Nationalrat                     |
| Mathes Klayndl             | 1430–1440 | um 1510 |           | Steinmetzmeister in und um Freistadt                        |
| Stefan Klayndl             | 1430–1440 | 1492    | Chur      | Steinmetzmeister in Chur und Graubünden                     |
| Karl Kronberger            | 1841      | 1921    | München   | Maler                                                       |
| Heinrich Mensdorff-Pouilly | 1916      | 1995    |           | Arzt, Leiter des LKH                                        |
| Josef Neuhofer             | 1818      | 1906    |           | Musiker und Komponist, Vater von Franz Neuhofer             |
| Josef Nöbauer              | 1944      |         |           | Maler und Fotograf                                          |
| Paul Obermayr              | 1844      | 1926    | Freistadt | Landtagsabgeordneter                                        |
| Josef Pichler              | 1967      |         |           | katholischer Theologe                                       |
| Gerhard Pils               | 1954      |         |           | Botaniker, Autor                                            |
| Erich Pizka                | 1914      | 1996    | Linz      | Hornist und Professor an einer Musikhochschule              |
| Lukas Plöchl               | 1989      |         |           | Trackshittaz – Traktorgangsta-Rapper                        |
| Gottfried Pöchinger        | 1911      | 1986    |           | Bildhauer                                                   |
| Katayun Pracher-Hilander   | 1971      |         |           | Psychologin und Politikerin (FPÖ)                           |
| Bernd Preinfalk            | 1966      |         |           | Komponist und Musiker                                       |
| Gerald Preinfalk           | 1971      |         |           | Musiker                                                     |
| Martin Pröll               | 1981      |         |           | Leichtathlet und Olympiateilnehmer 2004                     |
| Hans Pum                   | 1954      |         |           | ÖSV-Sportdirektor                                           |
| Hannes Raffaseder          | 1970      |         |           | Komponist und Musiker                                       |
| Erika Reinhardt            | 1932      |         |           | Politikerin in der Bundesrepublik Deutschland               |
| Adelheid Rumetshofer       | 1976      |         |           | Malerin in Linz                                             |
| Rudolf Scharizer           | 1859      | 1935    | Freistadt | Mineraloge und Petrograph                                   |
| Theodor Josef Scharitzer   | 1860      | 1939    | Freistadt | Landtagsabgeordneter                                        |
| Karl Scharizer             | 1901      | 1956    | Wien      | Politiker, Vertretung Österreichs im Großdeutschen Reich    |
| Josef Schuller             | 1897      |         |           | Landtagsabgeordneter                                        |
| Brigitte Schwaiger         | 1949      | 2010    | Wien      | Schriftstellerin                                            |
| Roland Spendlingwimmer     | 1946      |         |           | Entwicklungshelfer in Lateinamerika                         |
| Karl Steinkellner          | 1720      | 1776    | Wien      | Jesuit und Philosoph                                        |
| Eva Umbauer                | 1970      |         |           | Radiomoderatorin (ORF Radio)                                |
| Anton Vergeiner            | 1858      | 1901    |           | Musiker und Komponist, Schüler Anton Bruckners              |
| Hermann Pius Vergeiner     | 1859      | 1900    |           | Musiker und Komponist, Schüler Anton Bruckners              |
| Rainer Widmann             | 1967      |         |           | Politiker, Abgeordneter zum Nationalrat                     |
| Andrea Winkler             | 1972      |         |           | Schriftstellerin                                            |
| Wilhelm Tulzer             | 1914      | 1999    | Sandl     | NSDAP-Kreisleiter in Perg                                   |
| Volker Tulzer              | 1940      | 2005    | Wien      | Leichtathlet und Olympiateilnehmer 1964                     |
| Josef Wolfsegger           | 1920      | 2015    | Molln     | Landtagsabgeordneter                                        |
| Wilhelm Wolfsgruber        | 1911      | 1999    | Linz      | Landtagsabgeordneter                                        |
| Anton Zemann               | 1925      | 1991    | Freistadt | Architekt                                                   |
| Aloys Zötl                 | 1803      | 1887    | Eferding  | Färbermeister und Maler (Surrealist)                        |

## Weitere Persönlichkeiten, die mit der Stadt in Verbindung stehen
| Name                        | geb. | in                       | gest. | in        | Anmerkung |
| --------------------------- | ---- | ------------------------ | ----- | --------- | --- |
| Robert Elmecker             | 1942 | Summerau                 | 1997  | Linz      | Politiker, Abgeordneter zum Nationalrat |
| Julian Gillesberger         | 1972 | Wien                     |       |           | Bratschist und Mitglied des Spring String Quartetts                                                                                              |
| Kajetan Karmeyer            | 1788 |                          | 1847  |           | Untersuchungsrichter und Kriminalist. Seine kriminalistische Sammlung wurde erst 1899 posthum durch Hans Gross publiziert.                       |
| Joseph Kenner               | 1794 | Wien                     | 1868  | Bad Ischl | Bezirkshauptmann, Jurist, Dichter und Zeichner                                                                                                   |
| Roderich Müller-Guttenbrunn | 1892 | Wien                     | 1956  |           | Schriftsteller |
| Nikolaus Newerkla           | 1974 | Horn                     |       |           | Cembalist, Arrangeur und Ensembleleiter des Quadriga Consort, Obmann des Pétanque Sport Vereins (PSV) Freistadt                                  |
| Christine Ortner            | 1939 | Schenkenfelden           |       |           | Künstlerin der „Naiven Malerei“, malt vor allem Pastelle und Ölbilder Mühlviertler Landschaften und Menschen                                     |
| Bernhard Prammer            | 1968 | Linz                     |       |           | Musiker, Organist, Cembalist, Organist an der Brucknerorgel im Alten Dom zu Linz, Gründer der Konzertreihe Originalklang Freistadt, Orgelpunkt12 |
| Anton Preysinger            | 1710 | ?                        | 1751  | Freistadt | Orgelbauer, Freistädter Stadtrichter |
| Joseph Maria Stowasser      | 1854 | Troppau                  | 1910  | Wien      | Altphilologe, Veröffentlicher des lateinisch-deutschen Wörterbuches Stowasser                                                                    |
| Herbert Wagner              | 1931 | Heiligenbrunn            | 2021  | Freistadt | akad. Maler, schafft Porträts, Aquarelle und Ölgemälde Mühlviertler Landschaften                                                                 |
| Anton Zemann                | 1892 | St. Oswald bei Freistadt | 1954  | Freistadt | Steinmetzmeister und Bürgermeister von Freistadt                                                                                                 |